# Музей на историята на изкуството
Музеят на история на изкуството (на немски: Kunsthistorisches Museum) във Виена, Австрия, разполага с една от най-богатите колекции на скулптура и живопис в Европа. В продължение на векове тя е притежание на Хабсбургите.
Сградата е проектирана от архитектите Готфрид Земпер и Карл фон Хазенауер, заедно с идентичната по външен облик сграда на Природоисторическия музей, която се намира срещу нея. Строена е между 1871 и 1891 г.

## Изгледи от сградата на музея
- План на музейното съоръжение
- Парадна стълба
- Свод
- Музейна зала

## Колекция „Древно изкуство“

### Египетска и близкоизточна колекция
Колекциите от Древен Египет и Близкия Изток включват общо 17 000 произведения, от които само 4000 са изложени. В египетската колекция се помещават 12 000 произведения, включително саркофази, скулптури и предмети от бита. Сред най-забележителните произведения са:
- Синьото хипопотамче Уилям (египетски фаянс)
- Фараонът Тутмос III
- Портрет на млада жена от вида Фаюмски портрети
- Саркофаг от гранит

### Древногръцко и древноримско изкуство
Обхваща гръцки, етруски и римски антики: почти 3000 украшения от древността, бронзови и мраморни статуи, вази и бюстове. Най-известното произведение безспорно е Gemma Augustea, гравиран оникс – камея, която изобразява празнуване на военните триумфи на римския император Август.
- Gemma Augustea
- Статуя на кентавър
- Мозайка с изображение на Тезей
- Статуя на гръцки бог
- Саркофаг на амазонка
- Камея „Gemma Claudia“
- Статуя на Асклепий

### Кабинет за приложно изкуство (Kunstkammer)
Кабинетът е отворен отново през 2013 г. в крило на приземния етаж след много години работа. Той има 2162 скъпоценни предмета, събрани през вековете на управлението на Хабсбургите: статуетки, съкровища на Свещената Римска империя, бижута, слонова кост, емайлирани предмети, часовници, научни инструменти. Той заема 20 стаи и 2700 m² с предмети от Средновековието, Ренесанса и Барока, включително еклектика от XIX век. Най-известната творба е солницата на Бенвенуто Челини, създадена през XVI век за краля на Франция Франсоа I.
- Солницата на Бенвенуто Челини

### Колекция от ренесансово изкуство
Северните земи на съвременна Италия дълго време влизат в състава на Австрия. Във Виена десетилетия се пренасят картини от Италия, а италианските художници (архитекти, градинари, композитори, музиканти, актьори) работят в различни градове на Австрийската империя. Във Виена се събират значителни художествени колекции от Италия. Това е периодът на обмен между страните с цел връщане в Италия макар и малка част от националното културно наследство. Именно във Виена са се запазили бижутерските изделия на Бенвенуто Челини, които не са съхранени нито в Италия, нито във Франция.
Някои от най-известните картини са:
- Свети Себастиан на Андреа Мантеня
- Ecce homo на Тициан
- Портретите на инфантата Маргарита Тереза от Диего Веласкес
- Вавилонската кула на Питер Брьогел Стари,
- Възнесение Богородично на Петер Паул Рубенс,
- както и много шедьоври на Микеланджело, Тинторето, Джорджоне, Рафаело, Албрехт Дюрер, Ян ван Ейк, Рембранд и други.

#### Изкуството на Венеция
- Джорджоне, Тримата философи. Ок. 1504.
- Джорджоне, Лаура. 1506.
- Джовани Белини., Млада жена оправя тоалета си. 1514 – 1516.
- Тициан, Портрет на Изабела д’Есте. 1534 – 1536

#### Южна Италия
- Антонело ди Месина, Олтарна картина „Свети Касиан“
- Св. Николай
- Мадоната на трон
- Св. Доминик с хористи

### Колекция от изкуство от Германия
- Албрехт Дюрер, Портрет на млад мъж. 1507
- Леонард Бек, Свети Георги и дракона. ок. 1513 – 1514
- Ханс Холбайн Младия, Портрет на Джейн Сеймор, кралица на Англия. 1536 – 1537
- Кристоф Амбергер, Портрет на Кристоф Бумбергер. 1543

### Фламандска живопис
- Рогир ван дер Вейден, Разпятие. 1440 – 1445
- Йеронимус Бош, Носенето на кръста. 1490 – 1500
- Питер Брьогел Стари, Детски игри. 1560
- Питер Брьогел Стари, Вавилонската кула. 1563
- Питер Брьогел Стари, Цикъл на месеците : февруари-март. 1565
- Питер Брьогел Стари, Връщане на стадата. 1565
- Питер Брьогел Стари, Ловци в снега. 1565
- Питер Брьогел Стари, Борбата между карнавала и поста.
- Питер Брьогел Стари, Сватба.

### Живопис от Епохата на маниеризма
Маниеризъм е преходен етап между изкуството на Ренесанса и Барока и за известно време съществува заедно с двете стилистически направления. Изкуствоведите свързват появата на Маниеризма с разочарованието от идеите на Ренесанса и главно с идейната криза на XVI век. Виенският кралски двор радостно приветства представителите на новото творческо течение, откъдето и да са. Австрийският двор бързо става един от най-мощните центрове на Маниеризма в Западна Европа. В края на XVI век, по време на който е пренасянето на столицата от Виена в Прага, столичният град става известен център на Маниеризма, където работят:
- Джузепе Арчимболдо
- Адриан де Врис
- Ханс фон Аахен
- Бартоломеус Спрангер.

По-късно тези произведения са пренесени във Виена, създавайки значителна колекция съответстваща на този художествен стил.
- Якопо Палма Млади, Пиетà. Нач. на XVII век
- Якопо Басано, Поклонение влъхвите. 1555
- Николо дел Абате, Млад човек с папагал. 1540-те г.
- Бартоломеус Спрангер, Херакъл в плен. ок. 1600

#### Джузепе Арчимболдо
- Поредица „Четирите стихии“ и „Годишните времена“
- Огън
- Вода
- Лято
- Зима

- Портрети на дъщерите на император Фердинанд Хабсбург
- Анна Хабсбург-Австрийска
кралица на Испания
- Йохана Австрийска
- Магдалена Австрийска
- дъщеря на Фердинанд
- Елеонора Австрийска ?

## Портрети на представители на Хабсбургите
- Франс Льойкс?, Фердинанд IV Хабсбург като дете с майка му Мария-Анна Испанска. 1634
- Диего Веласкес, Мариана Австрийска. ок. 1652 – 1653
- Диего Веласкес, Инфата Маргарита-Тереза в розова рокля. 1654
- Диего Веласкес, Инфанта Маригарита-Тереза в жълта рокля. 1656
- Диего Веласкес, Инфанта Маргарита-Тереза в синя рокля. 1659